# Hureaulite
La hureaulite è un minerale appartenente al gruppo omonimo.